# Сугмутунъёган (приток Ваха)
Сугмутунъёган (устар. Сугмутун-Еган) — река в России, протекает по Ханты-Мансийскому АО. Устье реки находится в 780 км по правому берегу реки Вах. Длина реки составляет 122 км, площадь водосборного бассейна 1150 км².

## Притоки
- 20 км: Лильёган (пр)
- 64 км: Песчанка (пр)[3]
- 79 км: Еловая (пр)[4]

## Данные водного реестра
По данным государственного водного реестра России относится к Верхнеобскому бассейновому округу, водохозяйственный участок реки — Вах, речной подбассейн реки — бассейн притоков (Верхней) Оби от Васюгана до Ваха. Речной бассейн реки — (Верхняя) Обь до впадения Иртыша.
Код объекта в государственном водном реестре — 13011000112115200037265.